# 히우그란지두술주
히우그란지두술주(브라질 포르투갈어: Estado do Rio Grande do Sul, 스페인어: Estado de Río Grande del Sur)는 브라질 남부에 위치한 주이다. 우루과이, 아르헨티나와 국경을 접하고 있다. 주도는 포르투알레그리이며, 히우그란지두술에서 가장 인구가 많은 도시이기도 하다. 지젤 번천, 아나 베아트리스 바후스 등 세계 탑 모델들의 고향으로도 유명하여 세계 각지의 모델 에이전시가 자주 찾는 곳이다.

## 지리

카라콜 폭포.

브라질에서 가장 남쪽에 위치하고 있어서 열대 기후 지역에서 완전히 벗어나, 전지역이 온대 기후에 속한다. 대체로 온화하여 아열대에 가까워 겨울에도 따뜻하지만, 고지대의 경우에는 브라질에서는 보기 드물게 눈이 오는 경우도 있다. 강수량은 연중 고르고, 기온도 적당하므로, 인간 거주에 적합하고 유리한 농목축업 조건을 갖추었다. 지형은 북부는 완만한 고원지대이고, 남부는 우루과이와 인접해 있으며 서부는 아르헨티나의 팜파스에 연결되는 평야지대로 이루어져 있다.

## 역사
17세기 후반 포르투갈인들이 들어오면서 개척되기 시작하였다. 아르헨티나, 우루과이와 인접해 있어 오랫동안 에스파냐와 분쟁의 대상이 되었으나, 브라질이 독립하면서 브라질의 영토가 되었다. 독립 후 독일과 이탈리아를 비롯한 유럽 각국에서 많은 이민이 들어오면서 급속히 발전하였다. 한때 경제적, 정치적 이유로 팜파스공화국 등의 이름으로 브라질에서 독립하려는 시도가 있었다. 비슷한 시기에 우루과이도 같이 독립을 시도하였는데 우루과이는 아르헨티나의 도움을 받아 무사히 독립한 반면 히우그란지는 독립에 실패하여 브라질의 속주인 상태가 되어 지금도 브라질의 속주이다.
2007년 IBGE의 조사에 따르면, 국가의 인구는 10,984,000이다. 인구 밀도는 38.9 명/km2였다.
최신 PNAD(국가 거주 통계 조사)의 센서스가 보여주는 바에 따르면, 8,973,928 명 (81.7%)가 백인이며, 1,405,952 명 (12.8%)이 혼혈인, 560,000 명 (5.1 %)가 흑인, 43,000 명 (0.4 %)이 아시아계 또는 인디오이다.

## 경제
온화한 기후와 평탄한 지형으로 농목축업이 발달하였다. 쌀, 밀, 옥수수 등의 곡물 재배가 주를 이룬다 아르헨티나, 우루과이에 연결되는 팜파스의 일부인 남부 평원에서는 가우초들에 의해 소와 양이 대규모로 사육된다.

## 주요 도시
- 포르투알레그리
- 카시아스두술
- 펠로타스
- 카노아스
- 산타마리아
- 상레오폴두
- 노부암부르구
- 히우그란지
- 파수푼두
- 오소리우
- 산타크루스두술
- 이레심
- 그라바타이
- 벤투곤사우베스
- 노바프라타
- 우루구아이아나
- 리브라멘투
- 그라마두
- 노바페트로폴리스
- 카넬라
- 바제

## 인구
| 연도    | 인구       | ±%      |
| ------- | ---------- | ------- |
| 1872    | 434,813    | —       |
| 1890    | 897,455    | +106.4% |
| 1900    | 1,149,070  | +28.0%  |
| 1920    | 2,182,713  | +90.0%  |
| 1940    | 3,320,689  | +52.1%  |
| 1950    | 4,164,821  | +25.4%  |
| 1960    | 5,448,823  | +30.8%  |
| 1970    | 6,755,458  | +24.0%  |
| 1980    | 7,942,722  | +17.6%  |
| 1991    | 9,135,479  | +15.0%  |
| 2000    | 10,187,842 | +11.5%  |
| 2010    | 10,693,929 | +5.0%   |
| 2022    | 10,882,965 | +1.8%   |
| Source: |            |         |